# ژروبکی
ژروبکی (به لهستانی:  Źrobki) یک روستا در لهستان است که در گمینا بارگووف کوشچیلنه واقع شده‌است.